# Phainantha
Phainantha är ett släkte av tvåhjärtbladiga växter. Phainantha ingår i familjen Melastomataceae.
Kladogram enligt Catalogue of Life:
| Phainantha | \| \| Phainantha laxiflora \| \| \| \| \| \| Phainantha maguirei \| \| \| \| \| \| Phainantha myrteoloides \| \| \| \| \| \| Phainantha shuariorum \| \| \| \| \| \| Phainantha steyermarkii \| \| \| \| |
|            | \| \| Phainantha laxiflora \| \| \| \| \| \| Phainantha maguirei \| \| \| \| \| \| Phainantha myrteoloides \| \| \| \| \| \| Phainantha shuariorum \| \| \| \| \| \| Phainantha steyermarkii \| \| \| \| |
|            | Phainantha laxiflora |
|            | |
|            | Phainantha maguirei |
|            | |
|            | Phainantha myrteoloides |
|            | |
|            | Phainantha shuariorum |
|            | |
|            | Phainantha steyermarkii |
|            | |